# Cathédrale de Terni
La cathédrale de Terni est une église catholique romaine de Terni, en Italie. Il s'agit de la cathédrale du diocèse de Terni-Narni-Amelia.